# Sarangui Bulsichak
Sarangui Bulsichak (en hangul: 사랑의 불시착), també coneguda pel seu nom en anglès Crash Landing on You, és una sèrie de televisió sud-coreana dirigida per Lee Jeong-hyo i que inclou Hyun Bin, Son Ye-jin, Kim Jung-hyun i Seo Ji-hye. Es va emetre a SBS a Corea del Sud i a Netflix a tot el món des del 14 de desembre de 2019 fins al 16 de febrer de 2020. És el drama de tvN amb la millor qualificació i el tercer drama coreà més ben valorat de la història de la televisió per cable.
La revista Variety la va considerar una de les quinze millors sèries de televisió internacionals de 2020.

## Argument
Es tracta d'una reeixida dona de negocis sud-coreana i hereva d'un chaebol que, mentre fa parapent prop de Seül (Corea del Sud), és arrossegada per una sobtada tempesta, aterra de manera fortuïta en la part nord-coreana de la Zona Desmilitaritzada (DMZ) i coneix a un capità de l'Exèrcit Popular de Corea que decideix ajudar-la a amagar-se. Amb el temps, s'enamoren, malgrat la divisió i les disputes entre els seus respectius països.